# Brandhoek
Brandhoek is een gehucht in Vlamertinge, een deelgemeente van de Belgische stad Ieper. Het gehucht ligt twee kilometer ten westen van het dorpscentrum van Vlamertinge, langs de weg van Ieper en Vlamertinge naar Poperinge (N38), ter hoogte van het kruispunt met de Grote en Kleine Branderstraat. Ten noorden van Brandhoek liggen de Galgebossen.

## Geschiedenis
De Ferrariskaart uit de jaren 1770 toont het Galgenbusch, dat toen nog uitgestrekter was.
Hier liep de weg van de Ieper en Vlamertinge naar Poperinge, de huidige Poperingseweg (N308). Ongeveer parallel werd in de 19de eeuw de spoorlijn Ieper-Poperinge (spoorlijn 69) aangelegd.
In de Eerste Wereldoorlog lag het gebied op enige afstand van de frontlinie van de Ieperboog, relatief veilig voor vijandelijk artillerievuur. Daarom werden hier medische posten en legerplaatsen ingericht en werden in de loop van de oorlog ook militaire begraafplaatsen aangelegd.
In het gehucht stond vroeger ook een klooster met bijhorend schooltje. In 1960 werd een hulpkerk opgetrokken, de Heilige-Familiekerk, die in 2024 werd afgebroken, om er een ontmoetingsplein aan te leggen.
In de jaren 80 werd door Brandhoek, parallel aan de spoorweg, een nieuwe rechte weg aangelegd tussen Vlamertinge en Poperinge als deel van de Ieperse Noorderring N38.

## Bezienswaardigheden

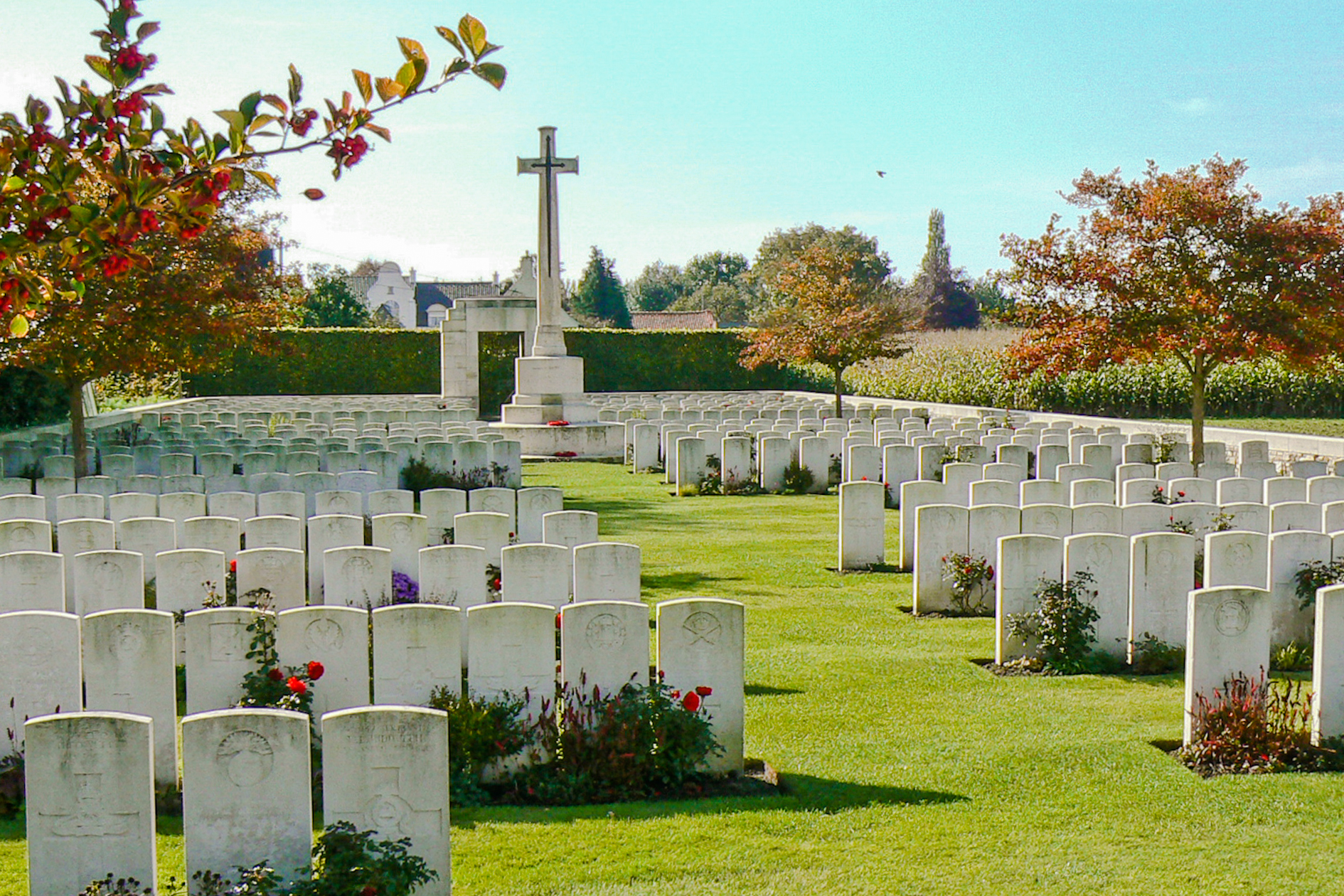
Brandhoek New Military Cemetery

- de drie Britse militaire begraafplaatsen:
  - Brandhoek Military Cemetery met 671 gesneuvelden
  - Brandhoek New Military Cemetery met 558 gesneuvelden
  - Brandhoek New Military Cemetery No.3 met 975 gesneuvelden
- het monument voor de Britse legerdokter Noel Chavasse. Hij is een van de drie militairen die twee maal werd onderscheiden met het Victoria Cross (VC). Hij overleed in Brandhoek in een veldhospitaal en ligt begraven in Brandhoek New Military Cemetery.

## Natuur en landschap
Brandhoek ligt in Zandlemig Vlaanderen op een hoogte van 25 meter. Ten noorden van Brandhoek vindt men de Galgebossen.

## Verkeer en vervoer
Het gehucht wordt in oost-westrichting doorsneden door de gewestweg N38 (Noorderring), de oudere N308 (Poperingseweg) en de spoorlijn 69. Deze lopen ongeveer parallel van Ieper en Vlamertinge naar Poperinge.

## Nabijgelegen kernen
Poperinge, Elverdinge, Vlamertinge, Dikkebus
Deelgemeenten: Boezinge · Brielen · Dikkebus · Elverdinge · Hollebeke · Ieper · Sint-Jan · Vlamertinge · Voormezele · Zillebeke · Zuidschote

Overige plaatsen: Brandhoek · Lizerne · Pilkem · Potyze · Sint-Elooi · Verlorenhoek · Wieltje 

Belgische gemeenten · Arrondissement Ieper · West-Vlaanderen · Vlaanderen